# Josef Jandera
Josef Jandera (9. června 1896, Třebnouševes – 1. dubna 1945, Koncentrační tábor Terezín) byl funkcionář československého dobrovolného hasičského sboru, odbojář v období druhé světové války a oběť nacismu.

## Život

### Před druhou světovou válkou
Josef Jandera se narodil 9. června 1896 v Třebnouševsi na Hořicku v rodině čeledína Václava Jandery a Františky, rozené Kaskové. Vyučil se lakýrníkem a v roce 1920 vykonával prezenční vojenskou službu jako poddůstojník 2. ženijního praporu v Terezíně. V témže roce se v Berouně oženil s Bohumilou Patákovou. V roce 1921 se manželům narodil syn Jaroslav a v roce 1923 syn Antonín. V roce 1927 se rodina přestěhovala do Hostivice, kde si Josef Jandera zřídil živnost lakýrníka, natěrače a malíře pokojů. Aktivně se zapojil do činnosti veřejných spolků, stal se jednatelem spolku Hostivít, předsedou spolku Havlíček, starostou místního sboru dobrovolných hasičů a velitelem kladenské okresní hasičské jednoty.

### Druhá světová válka
Po německé okupaci v březnu 1939 se Josef Jandera zapojil do protinacistického odboje v řadách odbojové skupiny v rámci Svazu českého hasičstva. Skupina byla odhalena a Josef Jandera společně s dalšími v závěru roku 1944 zatčen gestapem. Zemřel 1. dubna 1945 během věznění v koncentračním táboře Terezín.

## Posmrtná ocenění
- Po Josefu Janderovi byla v Hostivici pojmenována jedna z ulic[1]